# Хан Пантића у Горњој Раљи
Хан Пантића у Горњој Раљи, насељеном месту на територији градске општине Сопот, подигнут је у другој половини 19. века. Представља непокретно културно добро као споменик културе.

## Изглед хана
Зграда хана је правоугаоног облика, бондручне конструкције постављена на камене темеље са испуном од камена, са подрумом испод једног дела зграде. Са главне уличне стране постављен је широки трем с дрвеним стубовима који захвата две фасаде правећи на саставу нешто уздигнут угаони доксат. Кровна конструкција је дрвена са вешаљкама и јаким дрвеним гредама, са покривачем од црепа. 
Распоред просторија и поред преправки је сагледљив и данас се састоји од десет просторија у којима је задржан првобитни распоред од две кафанске сале с кухињом и оставом у северном делу и пет соба за становање одвојених подужним ходником у јужном делу зграде. Распоред је касније поремећен затварањем доксата и трема на бочној фасади као и постављањем преградних зидова унутар појединих просторија. 
По свом архитектонском обликовању, просторном решењу и обради млађи хан у Горњој Раљи представља један од најрепрезентативнијих примерака ове, наменски специфичне архитектуре у београдској околини.